# Rosastieliger Täubling
Der Rosastielige Täubling (Russula roseipes) ist ein Pilz aus der Familie der Täublingsverwandten (Russulaceae). Er besitzt einen fleischrosa, orangen, hellroten Hut mit körnig-samtiger und bereifter Oberfläche. Der Stiel ist gänzlich oder teilweise rosa gefärbt. Er schmeckt mild und ist geruchlos.

## Merkmale

### Makroskopische Merkmale
Der Hut ist fleischrosa, rosa-orange oder rosa-ockerlich gefärbt und besitzt oft blasse Flecken; im Alter ist er oft gänzlich ausgeblasst. Er erreicht einen Durchmesser zwischen 4 und 8 Zentimetern. Die Huthaut ist feucht schmierig, aber später trocken und zur Hälfte abziehbar. Er besitzt eine vertiefte Mitte. Der Rand ist anfangs weißlich bereift und im Alter höckerig gerieft.
Die Lamellen sind blass, später dottergelb, ocker- oder aprikosenfarben bis orangegelb getönt. Sie sind bauchig geformt, stehen fast gedrängt und sind am Stiel ausgebuchtet angewachsen. Die Lamellen sind etwas gegabelt, aber nicht mit kürzeren Zwischenblättern untermischt. Weiterhin sind sie etwas dicklich und recht spröde.
Der Stiel ist weiß, aber meist ganz oder teilweise rosa (oder satt purpur) überfärbt. Er erreicht eine Länge von 3 bis 6 und eine Dicke zwischen 1 und 2 Zentimetern. An der Basis ist er leicht verdickt. Die Konsistenz ist längsfaserig und wirkt schwammig ausgestopft; später ist er hohl. An der Basis besitzt er vor allem in kleinen Längsfurchen eine feine rosa Punktierung. Das Fleisch ist weiß bis cremefarben und fest. Es schmeckt mild und ist geruchlos. Das Sporenpulver ist ocker bis dottergelb gefärbt.

### Mikroskopische Merkmale
Die Sporen sind eiförmig-ellipsoid und messen 7–10 × 6–7,2 Mikrometer. Die Oberfläche ist warzig und gratig. Die Zystiden sind spindelförmig. Auf der Huthaut sind sie nicht zu finden.

## Artabgrenzung
Ähnlich können der Wechselfarbige Dottertäubling (R. risigallina) und der Glänzendgelbe Dottertäubling (R. lutea syn. R. risigallina var. acetolens, R. acetolens) sein, falls letzterer als eigene Art angesehen wird. Sie besitzen nur selten einen rosa überhauchten Stiel und ein dunkleres, dotter-orangefarbenes Sporenpulver.

## Ökologie
Der Rosastielige Dottertäubling ist ein säureliebender Kiefernbegleiter, der vor allem in borealen bis subalpinen Regionen der Alpen und Pyrenäen vorkommt. Dort ist er in Fichten-, Tannen- und Kiefernwäldern zu finden. In den Alpen tritt er in Höhenlagen zwischen 1000 und 1500 Metern über dem Meeresspiegel auf. Nur vereinzelt ist er auch in der submontanen, kollinen oder sogar planaren Stufe anzutreffen. Die Fruchtkörper werden vor allem im September gebildet.

## Verbreitung

Europäische Länder mit Fundnachweisen des Rosastieligen Täublings.
Legende:
Länder mit Fundmeldungen
Länder ohne Nachweise
keine Daten
außereuropäische Länder

Der Rosastielige Dottertäubling ist in der Holarktis verbreitet, wo er in Nordamerika (USA, Kanada), Europa und Nordasien (Kaukasus, Sibirien) vorkommt. In Europa reicht das Gebiet von Frankreich im Westen bis ostwärts nach Polen sowie von Spanien, Italien und Rumänien im Süden bis nordwärts nach Fennoskandinavien.
In Deutschland ist der Pilz nur in Baden-Württemberg und Bayern nachgewiesen. Die Art gilt überall als selten.

## Systematik

### Infragenerische Systematik
Der Rosastielige Täubling wird von M. Bon in die Untersektion Chamaeleontinae gestellt, einer Untersektion der Sektion Lilaceae (Incrustatae). Die Subsektion enthält milde Täublinge mit gelbem Sporenpulver und meist feinsamtiger Huthaut. Unter dem Mikroskop lassen sich in der Huthaut inkrustierte Primordialhyphen mit mehr oder weniger keuligen oder kopfigen Hyphen-Endzellen erkennen. Romagnesi stellt die Art in die Sektion Incrustatae und in die Untersektion Amethystinae.

## Bedeutung
Der Rosastielige Dottertäubling ist essbar.